# Fabrice Reymond
Pour les articles homonymes, voir Reymond.
Fabrice Reymond, né en 1969 à Saint-Étienne, est un artiste et écrivain français. Son œuvre principale s'intitule Anabase. L'ouvrage se compose d'un recueil de fragments, publié en plusieurs volumes, depuis 2002.

## Biographie
Après des études de théologie et d'histoire de l'art à Strasbourg, il réalise, de 1993 à 1998, des documentaires pour France Culture, et plus spécifiquement pour les Nuits Magnétiques, les Chemins de la Connaissance et Grand Angle.  
C’est à cette période qu’il découvre l'art contemporain. Cette découverte est vécue sur le mode de la rencontre qu’il considère comme aussi décisive que celle avec la littérature et l'amène à s'engager auprès du Public> (lieu indépendant consacré à l’art contemporain, actif dans les années 2000 à Paris), à participer à la Biennale de Venise aux côtés de Fabrice Hyber, à effectuer un Post-diplôme à l’Ensba Lyon puis à enseigner et à intervenir dans plusieurs écoles d’art,.

## Anabase―  le livre d'une vie
À son retour des États-Unis en 1998, Fabrice Reymond commence son Anabase, dont le titre est emprunté au texte éponyme de Xénophon et qui constitue pour l'auteur ce qu'il nomme « le livre d'une vie ». Il y rassemble les notes qu'il prend quotidiennement. S’identifiant au Petit Poucet, Fabrice Reymond en a défini le programme artistique et existentiel en 2006 dans le premier volume de lAnabase : « On est perdu sur le chemin du retour et on sème les indices qui dessinent la carte du présent ».
Anabase est issue du grec ancien ἀνάϐασις / anábasis qui signifie la montée, l'ascension. Dans un contexte militaire, elle désigne une expédition vers l’intérieur d’un pays et dans un contexte spirituel, l'anabase signifie un voyage intérieur ou la monté de l’esprit. Sous ce titre Xénophon raconte son expédition et son retour de Perse. Après la Bataille de Counaxa, en 401 av. J.-C. et la mort de leur commanditaire, Cyrus le Jeune, Xénophon et un groupe de mercenaires grecs (les 10 000), bien qu'ayant gagné leurs batailles, se retrouvent livrés à eux-mêmes en plein cœur d'un territoire ennemi. Ils traversent alors toute la Perse pour rejoindre leur pays, dans cette tentative de retour.
Dans l’œuvre de Fabrice Reymond, Anabase est utilisée à la fois dans le sens d’une expédition intérieure, mais aussi d’un récit du retour, une sorte de road movie inversé où les héros essaient de rentrer chez eux.

## Films
Parallèlement à l'écriture et à la publication de son Anabase, Fabrice Reymond fait régulièrement sortir les textes de ses livres, en réalisant, seul ou en collaboration, des films, Nescafer en 2002, Le jour du retour avec François Nouguiès en 2015, Les Lecteurs en 2016 et Rester dans le noir jusqu’à devenir son paysage avec Loreto Martínez Troncoso et Enrique Ramirez en 2017. Le cinéma de Fabrice Reymond se caractérise par une pratique de l’image fondée sur la rencontre avec la poétique du langage. Qu’il s’agisse de fragments, d’épopées, de lectures, ou encore de haïkus, le texte parlé occupe l’espace visuel autant que sonore, il construit l’expérience visible autant que l’image.
Entre 2014 et 2016, se succède la réalisation de trois films avec la complicité de François Nouguiès, de Jacques Bonnaffé et de Guy Dermul :  La Cartographie du voyage (2014), Le Jour du retour (2015) et Les Lecteurs (2016).
En 2017, dans le cadre d’une invitation au festival Hors-Piste du Centre Pompidou, Fabrice Reymond, avec la complicité de Loretto Martínez Troncoso, réalise un film performé, Rester dans le noir jusqu’à devenir son paysage. Ce film, et sa version live, sont une adaptation du journal de bord d’un marin publié dans le livre A l’Opéra derrière un poteau.

## Lectures et performances
Parallèlement à ses films, Fabrice Reymond expérimente différentes formes de lectures et performances.
En 2012, il conçoit pour l’association TRAM, réseau fédérant plus de 35 lieux engagés dans l’art contemporain, une promenade en RER intitulée Perdus sur le chemin du retour.
En 2013, en réponse à l'invitation de Daniel Foucard, il proclame le manifeste du Grand Rewind aux Laboratoires d’Aubervilliers dans le cadre du projet Degré 48. La même année, il crée une rencontre entre Xénophon et Maurice Blanchot entre les murs de la Villa Arson.
En 2015, il réalise une visite guidée, nommée Blind date, de l'exposition Rideaux/Blind, conçue et réalisée par Marie de Brugerolle à l’Institut d'Art Contemporain de Villeurbanne.
Entre septembre et octobre 2015, à OÙ[Quoi ?] lieu d’exposition pour l’art actuel à Marseille, dans le cadre d'une exposition où il présente Les Lecteurs, Fabrice Reymond avec Céline Ahond et Sophie Lapalu réalisent une performance intitulée La célérité du Bernard l’ermite.
Sur une invitation de Thomas Hirschhorn, Fabrice Reymond fait ses premières « lectures d’ameublements » dans le cadre de son exposition Flamme éternelle au Palais de Tokyo à Paris, qui a eu lieu entre avril et juin 2014,. En 2016, il reprendra ce principe lors du Festival de l’inattention organisé par Sophie Lapalu à Glassbox.
En 2017, à l'occasion des « nuits fulgurantes » d’Aziyadé Baudouin-Talec, programmée dans la librairie A Balzac A Rodin à Paris, Fabrice Reymond collabore avec Charlène Dinhut pour la lecture augmentée Aziyadé ou la voix du lieu. En 2018, il réitère son intervention dans une nouvelle programmation d’Aziyadé Baudouin-Talec au DOC!, espace de production artistique installé rue du Docteur Potain dans le 19e arrondissement de Paris, en collaboration cette fois avec l'artiste Stéphane Calais pour la lecture augmentée Citrouille-amère.

## Irma la douceetArt conceptuel, une entologie―  deux manifestes

### Irma la douceet autres expositions
À l’occasion de son compagnonnage avec Public>, Fabrice Reymond a notamment conçu le café nomade Irma la douce, installé, entre le 15 et le 18 avril 2000, impasse du Renard à Paris. De retour de Los Angeles, où il écrivait des poèmes dans des coffee shop, il transforme une galerie en bistro, y installant des tables et des parasols, et invite une dizaine d’artistes à venir y travailler en public.
Entre mai et juin de la même année, Fabrice Reymond est, toujours pour Public>, commissaire d’une exposition sur Jacques Lizène et de l’activation de la fête de L’Anniversaire de l’art de Robert Filliou.

### «Art conceptuel, une entologie»
En 2008, il publie avec Fabien Valos et Gauthier Herrmann une anthologie des œuvres textuelles de l’art conceptuel sous le titre Art Conceptuel, une entologie. Le choix de ce néologisme est expliqué dans l'introduction de l'ouvrage. En effet, « le parti pris des auteurs est de présenter des œuvres conceptuelles exclusivement textuelles afin de les « greffer » sur la « branche » de la littérature – d’où le sous-titre « entologie » (littéraire) qui se réfère à « enter », racine grecque du mot « greffe » ».
Irma la douce était le faire-part qui lui permettait de passer de la littérature à l’art, Art conceptuel, une entologie le fit passer, ou revenir, de l’art à la littérature.

## Publications

### Livres
- A l'opéra derrière un poteau, Post-éditions, 2015 (ISBN 979-10-92616-13-2)[35].
- L’eau se rappelle la cascade : (Anabase 5 et 6), éditions Mix, 2015 (ISBN 979-10-90951-04-4)[36].
- Canopée : (Anabase 4), éditions Mix, 2012 (ISBN 978-2-914722-99-5)[37].
- Anabase : Anabase 2, éditions Mix, 2009 (ISBN 978-2-914722-84-1)[38].
- Art conceptuel, une entologie, éditions Mix, 2008, 517 p. (ISBN 978-2-914722-69-8)[39].
- Nescafer, éditions Les Laboratoires d’Aubervilliers, 2002 (ISBN 2-915150-00-1)[40].

### Contributions dans des revues et catalogues
- « Supernova », in (Continuará) ou en chemin ou ..., monographie de Loreto Martinez Troncoso, avec les contributions de Loreto Martínez Troncoso, Alexandru Balgiu, Lore Gablier, Fabrice Reymond et Anja Isabel Schneider, Toulouse, Éditions Spector, 2015[41]
- « John de Lafontaine », Initiales JB, Lyon, Ensba de Lyon, 2013[42]
- « Ricochets », revue Roven no 6, 2011
- « Ut Pictura Poesis », Art Press 2 no 22, août/septembre/octobre 2011[43]
- « Matt the trickster », in Matt Mullican 12 by 2, coédition IAC de Villeurbanne et Les presses du réel, 2011[44]
- « Le monde est fini, tout est à dé-finir », catalogue de l’exposition Convivio, ou la plastique culinaire, L’Onde, 2011
- Aγνωτι σεαuτον, publication du séminaire de Fabien Vallos avec P.D. Huyghe à l’ERBA de Bordeaux, 2011
- « Allen Ruppersberg, l’autre génie de bistrot», revue DITS no 13, La Poésie, automne-hiver 2010[45]
- « Parasitisme à la Gloire » exposition en catalogue avec les étudiants de l’ERBA Valence, 2006
- « She surfs up » recueil de scénarios de jeux vidéo avec les étudiants de l’ERBA Valence, 2006

### Films
- 2017 : Rester dans le noir jusqu'à devenir son paysage, film et performance réalisés avec Loreto Martínez Troncoso dans le cadre du Festival Hors Pistes pour le Centre Georges Pompidou à Paris[46]
- 2016 : Les lecteurs, film réalisé grâce à la Galerie Où dans le cadre du Festival Actoral à Marseille
- 2015 : Le jour du retour, film réalisé avec François Nouguiès, Jacques Bonnaffé et Guy Dermul dans le cadre du Festival Hors Pistes pour le Centre Georges Pompidou à Paris[47]
- 2014 : La cartographie du voyage film réalisé avec François Nouguiès, avec la voix off de Jacques Bonnaffé, dans le cadre du Festival Hors Pistes pour le Centre Georges Pompidou à Paris
- 2001 : Nescafer, installation-vidéo réalisée à l’occasion d’une exposition à Art3 et au CRAC à Valence

### Articles de presse en ligne sur Fabrice Reymond
- Cinémanuel, Jean-Pierre Rehm à propos de Fabrice Reymond sur art3
- Fabrice Reymond, Anabase, Emmanuel Tibloux sur art press, juin 2010
- Quitter son ombre, Fabrice Reymond invité par Marie Richeux dans Pas la peine de crier sur France Culture, juin 2012
- Hervé Laurent, « Fabrice Reymond : L’eau se rappelle la cascade », Cahiers Critique de la Poésie, septembre 2015
- Florence Trocmé, Le Flotoir, 15 novembre 2015
- « (anthologie permanente) Fabrice Reymond », poezibao, 13 novembre 2015